# Yo, imposible
Yo, imposible es una película venezolana de 2018 dirigida por Patricia Ortega y protagonizada por la actriz colombiana Lucía Bedoya, quien interpreta a una joven que descubre que tiene una condición de intersexualidad. La película se ha exhibido internacionalmente en muchos festivales y ha ganado varios premios, incluyendo seis en el Festival del Cine Venezolano. Fue seleccionada además como la representante venezolana en la categoría de mejor largometraje internacional en la edición 92 de los Premios de la Academia, aunque no recibió nominación.

## Sinopsis

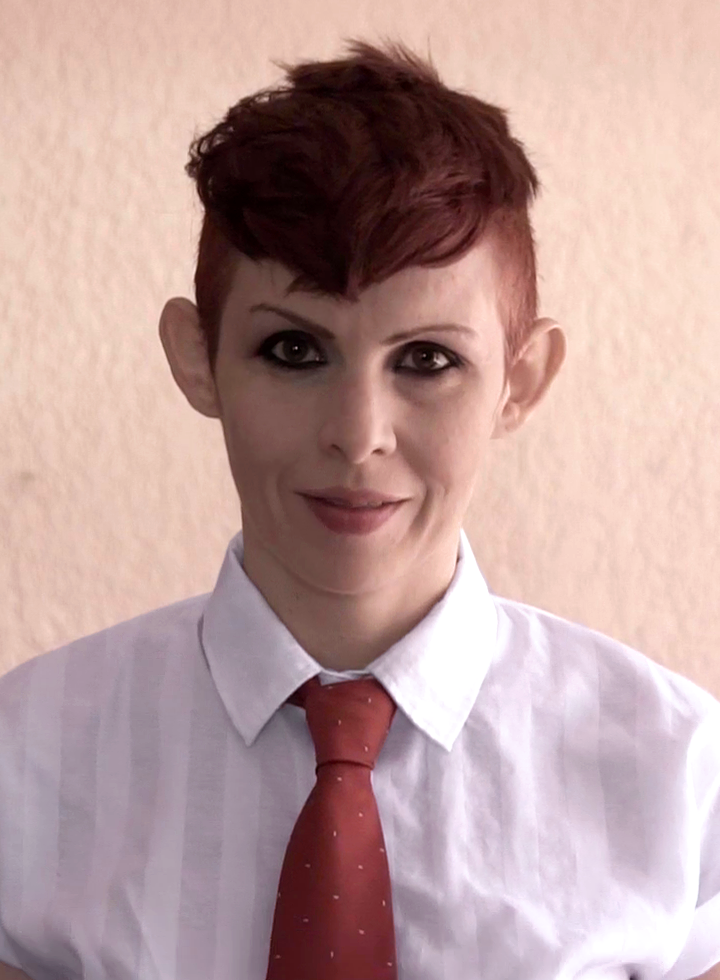
La cineasta venezolana Patricia Ortega dirigió la película.

Ariel (Lucía Bedoya) intenta tener un encuentro sexual con su novio, el cual le resulta doloroso. Se lo menciona a su madre, Dolores (María Elena Duque), que está enferma de cáncer, y le recomienda que vaya al médico. Allí conoce a Clemencia, una doctora que descubre que Ariel nació con una condición de intersexualidad y que fue sometida a una serie de cirugías cuando era niña para conformar un cuerpo femenino. Ariel debe aceptar su identidad de género mientras explora una nueva relación con su compañera de trabajo, Ana, y se pregunta si quiere seguir viviendo como una mujer.

## Reparto
- Lucía Bedoya es Ariel.
- Belkis Alvillares es Ana Guerrero.
- María Elena Duque es la madre de Ariel.
- Adyane González es la compañera de trabajo.
- Santiago Osuna es Carlos.
- Virginia Urdaneta es la doctora Clemencia.

## Premios y nominaciones
| Año  | Evento                                                    | Premio                                      | Receptor(es)                     | Resultado |
| ---- | --------------------------------------------------------- | ------------------------------------------- | -------------------------------- | --------- |
| 2018 | Festival de Cine de La Habana                             | Premio Únete                                | Yo, imposible                    | Ganadora  |
| 2018 | Festival de Cine de Valladolid                            | Premio Rainbow Spike                        | Yo, imposible                    | Ganadora  |
| 2019 | Femme Revolution Film Fest                                | Mejor construcción de un personaje femenino | Patricia Ortega                  | Ganadora  |
| 2019 | Amsterdam LGBTI Film Festival                             | Premio de la audiencia                      | Yo, imposible                    | Ganadora  |
| 2019 | Reflections of Spanish and Latin American Cinema Festival | Premio de la audiencia                      | Yo, imposible                    | Ganadora  |
| 2019 | South by Southwest                                        | Premio Gamechanger                          | Patricia Ortega                  | Nominada  |
| 2019 | Festival de Cine de La Habana                             | Premio Maguey                               | Yo, imposible                    | Ganadora  |
| 2019 | Festival del Cine Venezolano                              | Mejor director                              | Patricia Ortega                  | Ganadora  |
| 2019 | Festival del Cine Venezolano                              | Mejor actriz                                | Lucía Bedoya                     | Ganadora  |
| 2019 | Festival del Cine Venezolano                              | Mejor actriz de reparto                     | María Elena Duque                | Ganadora  |
| 2019 | Festival del Cine Venezolano                              | Mejor guion                                 | Patricia Ortega, Enmanuel Chávez | Ganadora  |
| 2019 | Festival del Cine Venezolano                              | Mejor música                                | Álvaro Morales                   | Ganadora  |
| 2019 | Festival del Cine Venezolano                              | Mejor casting                               | Luis Castillo, Carolina Riveros  | Ganadora  |
| 2019 | Houston International LGBTQ Film Festival                 | Mejor guion                                 | Patricia Ortega, Enmanuel Chávez | Ganadora  |
| 2019 | XII International LGBTI Film Festival by Movilh           | Mejor película                              | Yo, imposible                    | Ganadora  |
| 2019 | Santo Domingo OutFest                                     | Actuación destacada                         | Lucía Bedoya                     | Ganadora  |
| 2019 | Festival de Cine de Taipéi                                | Nuevos talentos                             | Patricia Ortega                  | Nominada  |
| 2020 | Premios Platino                                           | Mejor director                              | Patricia Ortega                  | Pendiente |